# Coppa del Danubio
Nel 1958 venne organizzata una seconda edizione sostitutiva non ufficiale della Coppa Mitropa, denominata Coppa del Danubio. 
Torneo disputato contemporaneamente al più prestigioso Campionato del Mondo FIFA, che gli sottrasse i club campioni nazionali , venne vinto dagli jugoslavi della Stella Rossa.

## Partecipanti
| Nazione                   | Squadra                                                                    | Campionato | Note                                    |
| ------------------------- | -------------------------------------------------------------------------- | --- | --------------------------------------- |
| Cecoslovacchia (bandiera) | Dynamo Praha Tatran Presov Rudá hvezda Brno Dukla Pardubice                | 5º campionato di Cecoslovacchia 1957-58 6º campionato di Cecoslovacchia 1957-58 7º campionato di Cecoslovacchia 1957-58 8º campionato di Cecoslovacchia 1957-58 |                                         |
| Jugoslavia (bandiera)     | Partizan Beograd Radnicki Beograd Crvena Zvezda Beograd Vojvodina Novi Sad | Vicecampione di Jugoslavia 1957-58 3º campionato di Jugoslavia 1957-58 4º campionato di Jugoslavia 1957-58 5º campionato di Jugoslavia 1957-58                  |                                         |
| Ungheria (bandiera)       | MTK Ferencváros Tatabányai Bányász Salgótarján                             | Campione d'Ungheria 1957 3º campionato d'Ungheria 1957 4º campionato d'Ungheria 1957 6º campionato d'Ungheria 1957                                              |                                         |
| Romania (bandiera)        | CCA Bucuresti Stiinta Timisoara                                            | Vicecampione di Romania 1957-58 3º campionato di Romania 1957-58                                                                                                |                                         |
| Bulgaria (bandiera)       | Lokomotiv Sofia Levski Sofi                                                | Vicecampione di Bulgaria 1957 3º campionato di Bulgaria 1957 | Vincitrice della Coppa di Bulgaria 1957 |

## Torneo

### Ottavi di finale
| Squadra 1          | Totale | Squadra 2          | Andata | Ritorno |
| ------------------ | ------ | ------------------ | ------ | ------- |
| Stella Rossa       | 2 - 0  | Dukla Pardubice    | 2 - 0  | 0 - 0   |
| Stella Rossa Cheb  | 4 - 2  | Salgótarján        | 3 - 0  | 1 - 2   |
| Radnički Belgrado  | 5 - 4  | Ferencváros        | 3 - 3  | 2 - 1   |
| Tatran Prešov      | 6 - 5  | Partizan Belgrado  | 2 - 4  | 4 - 1   |
| Lokomotiv Sofia    | 4 - 2  | Tatabányai Bányász | 4 - 1  | 0 - 1   |
| Vojvodina Novi Sad | 5 - 1  | Levski Sofia       | 0 - 1  | 5 - 0   |
| Ştiinţa Timişoara  | 6 - 5  | Dynamo Praga       | 3 - 5  | 3 - 0   |
| MTK                | 9 - 4  | CCA București      | 3 - 2  | 6 - 2   |

### Quarti di finale
| Squadra 1         | Totale | Squadra 2          | Andata | Ritorno |
| ----------------- | ------ | ------------------ | ------ | ------- |
| Stella Rossa      | 5 - 4  | Lokomotiv Sofia    | 4 - 4  | 1 - 0   |
| Stella Rossa Cheb | 0 - 0  | Vojvodina Novi Sad | 0 - 0  | 0 - 0   |
| Radnički Belgrado | 7 - 3  | Ştiinţa Timişoara  | 4 - 2  | 3 - 1   |
| Tatran Prešov     | 4 - 4  | MTK                | 1 - 0  | 3 - 4   |

### Semifinali
| Squadra 1         | Totale | Squadra 2         | Andata | Ritorno |
| ----------------- | ------ | ----------------- | ------ | ------- |
| Stella Rossa      | 2 - 1  | Radnički Belgrado | 0 - 0  | 2 - 1   |
| Stella Rossa Cheb | 3 - 0  | MTK               | 3 - 0  | 0 - 0   |

### Finale
| Squadra 1    | Totale | Squadra 2         | Andata | Ritorno |
| ------------ | ------ | ----------------- | ------ | ------- |
| Stella Rossa | 7 - 3  | Stella Rossa Cheb | 4 - 1  | 3 - 2   |

## Classifica marcatori
|  | Gol | Marcatore       | Squadra      |
|  | --- | --------------- | ------------ |
|  | 9   | Borivoje Kostić | Stella Rossa |